# Natura 2000-område nr. 37 Rosborg Sø
Natura 2000-område nr. 37 Rosborg Sø er en naturplan under det fælleseuropæiske Natura 2000-projekt. Planområdet, Rosborg Sø, er et habitatområde, med et samlet areal på ca. 74 ha. Området ligger i Viborg Kommune.

## Beskrivelse
Rosborg Sø-området er den øverste del af Mønsted Ådal. I ådalen har der tidligere været en sø - Rosborg Sø, der blev tørlagt i 1868 og forsøgt afvandet omkring 1937. Afvandingen lykkedes imidlertid ikke. Mange af afvandingsgrøfterne kan stadig ses i den tidligere søbund - der i dag henligger som hængesæk under langsom tilgroning af især pil, birk, høje urter og græsser.
Området afvandes af et vandløb i den østlige side af dalen. Især langs skrænterne den vestlige og sydlige del af området findes en del arealer med forskellige typer rigkær, kildevæld og kildevældsbetinget hængesæk.
Habitatområdet indgår i sin helhed i det militære øvelsesterræn Finderup Øvelsesplads.
Natura 2000-planen er vedtaget i 2011, hvorefter kommunalbestyrelserne
og Naturstyrelsen udarbejdede bindende handleplaner for
gennemførelsen af planen.   Planen videreføres og videreudvikles i senere planperioder.  Natura 2000-planen er koordineret med Vandplan 1.2 Limfjorden.